# Liste der Bodendenkmale in Gartz (Oder)
In der Liste der Bodendenkmale in Gartz (Oder) sind alle Bodendenkmale der brandenburgischen Gemeinde Gartz (Oder) und ihrer Ortsteile aufgelistet. Grundlage ist die Veröffentlichung der Landesdenkmalliste mit dem Stand vom 31. Dezember 2020.
Die Baudenkmale sind in der Liste der Baudenkmale in Gartz (Oder) aufgeführt.

## Bodendenkmale
| Gemarkung                       | Flur              | Kurzansprache | Bodendenkmalnummer | Bemerkung | Bild |
| ------------------------------- | ----------------- | --- | ------------------ | --------- | ---- |
| Gartz (Lage)                    | 15, 16, 17, 18    | Altstadt deutsches Mittelalter, Einzelfund Neolithikum, Altstadt Neuzeit, Burg deutsches Mittelalter                                                              | 140119             |           |      |
| Gartz (Lage)                    | 8, 14, 15, 17, 20 | Siedlung slawisches Mittelalter, Siedlung deutsches Mittelalter, Burgwall Bronzezeit, Burgwall Eisenzeit, Einzelfund Neolithikum, Burgwall slawisches Mittelalter | 140369             |           |      |
| Gartz (Lage)                    | 14                | Siedlung Urgeschichte | 140372             |           |      |
| Gartz (Lage)                    | 19                | Einzelfund deutsches Mittelalter, Einzelfund Eisenzeit, Rast- und Werkplatz Mesolithikum                                                                          | 140373             |           |      |
| Gartz (Lage)                    | 2                 | Siedlung slawisches Mittelalter, Siedlung deutsches Mittelalter                                                                                                   | 140374             |           |      |
| Gartz (Lage)                    | 4                 | Rast- und Werkplatz Mesolithikum, Siedlung deutsches Mittelalter, Einzelfund Bronzezeit                                                                           | 140375             |           |      |
| Gartz (Lage)                    | 4                 | Einzelfund deutsches Mittelalter, Einzelfund Ur- und Frühgeschichte, Rast- und Werkplatz Mesolithikum                                                             | 140376             |           |      |
| Gartz (Lage)                    | 2, 3              | Siedlung Eisenzeit, Siedlung deutsches Mittelalter, Siedlung römische Kaiserzeit, Siedlung Neuzeit, Siedlung slawisches Mittelalter, Siedlung Bronzezeit          | 140377             |           |      |
| Gartz, Mescherin (Lage)         | 2, 3, 2           | Siedlung römische Kaiserzeit, Siedlung Neuzeit, Siedlung deutsches Mittelalter, Siedlung slawisches Mittelalter, Siedlung Bronzezeit, Siedlung Eisenzeit          | 140379             |           |      |
| Gartz (Lage)                    | 19                | Einzelfund Ur- und Frühgeschichte, Siedlung Neuzeit | 140380             |           |      |
| Gartz (Lage)                    | 16                | Siedlung deutsches Mittelalter | 140381             |           |      |
| Gartz (Lage)                    | 4                 | Siedlung deutsches Mittelalter | 140382             |           |      |
| Gartz (Lage)                    | 3                 | Siedlung römische Kaiserzeit, Einzelfund Neuzeit, Einzelfund Mittelalter, Rast- und Werkplatz Steinzeit                                                           | 140383             |           |      |
| Gartz (Lage)                    | 2                 | Siedlung Urgeschichte | 140384             |           |      |
| Gartz (Lage)                    | 2                 | Siedlung Urgeschichte | 140385             |           |      |
| Gartz (Lage)                    | 10                | Siedlung Neolithikum | 140592             |           |      |
| Geesow (Lage)                   | 1                 | Siedlung Neolithikum | 140522             |           |      |
| Geesow (Lage)                   | 1                 | Einzelfund Bronzezeit, Siedlung deutsches Mittelalter, Siedlung Neuzeit                                                                                           | 140523             |           |      |
| Geesow (Lage)                   | 1                 | Siedlung Bronzezeit | 140524             |           |      |
| Geesow (Lage)                   | 1                 | Siedlung deutsches Mittelalter, Siedlung Neuzeit | 140550             |           |      |
| Geesow (Lage)                   | 1                 | Siedlung Neuzeit, Siedlung deutsches Mittelalter | 140642             |           |      |
| Geesow, Hohenreinkendorf (Lage) | 1, 2              | Burgwall Frühgeschichte | 140459             |           |      |
| Hohenreinkendorf (Lage)         | 4                 | Siedlung Ur- und Frühgeschichte, Rast- und Werkplatz Steinzeit | 140460             |           |      |
| Hohenreinkendorf (Lage)         | 4                 | Siedlung Bronzezeit, Einzelfund Steinzeit | 140461             |           |      |
| Hohenreinkendorf (Lage)         | 1, 4              | Dorfkern Neuzeit, Siedlung Neolithikum, Dorfkern deutsches Mittelalter, Kirche deutsches Mittelalter, Kirche Neuzeit                                              | 140462             |           |      |
| Hohenreinkendorf (Lage)         | 4                 | Siedlung deutsches Mittelalter | 140463             |           |      |
| Hohenreinkendorf (Lage)         | 1, 4              | Rast- und Werkplatz Mesolithikum, Einzelfund deutsches Mittelalter                                                                                                | 140464             |           |      |
| Hohenreinkendorf (Lage)         | 3                 | Rast- und Werkplatz Steinzeit, Einzelfund Urgeschichte | 140465             |           |      |
| Hohenreinkendorf (Lage)         | 4                 | Einzelfund Ur- und Frühgeschichte, Rast- und Werkplatz Steinzeit                                                                                                  | 140466             |           |      |
| Hohenreinkendorf (Lage)         | 6                 | Siedlung Bronzezeit | 140586             |           |      |